# Gmina Nozdrzec
Die Gmina Nozdrzec ist eine Landgemeinde im Powiat Brzozowski der Woiwodschaft Karpatenvorland in Polen. Ihr Sitz ist das gleichnamige Dorf mit etwa 1300 Einwohnern.

## Gliederung
Zur Landgemeinde (gmina wiejska) Nozdrzec gehören folgende neun Dörfer mit einem Schulzenamt:
Nozdrzec
Hłudno
Huta Poręby
Izdebki
Izdebki-Rudawiec
Siedliska
Ujazdy-Ryta Górka
Wara
Wesoła
Wołodź
Eine weitere Ortschaft der Gemeinde ist Wola Wołodzka.